# 名古屋市道鏡ヶ池線
名古屋市道鏡ヶ池線（なごやしどうかがみがいけせん）は名古屋市千種区内を通る名古屋市の市道および都市計画道路である。

## 概要
若宮大通と名古屋市道名古屋環状線との交点である中道交差点を起点として東へ進み、山手グリーンロードと交わる四谷通3丁目交差点で終点となる。なお終点から直進した先の園山町交差点までは類似名称である市道鏡池通線になる。この鏡池通線は鏡池（鏡ヶ池）付近の鏡池通4丁目交差点を起点とし、当路線が整備される前の旧道区域を含む。
路線距離は3 kmにも満たないが、全区間で片側2車線（往復4車線）および幅30 - 40 mの広幅員道路となっているほか、道路直下で名古屋高速2号東山線を併設している。名古屋高速は若宮大通東端で掘割となって半地下式の鏡ヶ池線に入り、東山トンネルの接続部まで鏡ヶ池線直下を通過する。沿道は主として閑静な住宅街および大学、高校から小学校までが散在する文教地区である。こうした沿道事情から都市高速は半地下構造で構築され、自動車騒音と日照阻害問題を回避している。
鏡ヶ池線は一部区間で鏡池通、日進通など既設の道路を当該路線に転用している。既設道路は上下1車線ずつ、ないし一方通行の狭幅員道路だったが、名古屋高速2号東山線の建設計画において経由地の一部として利用されることになり、半地下構造を採用することから相応の道路拡幅が行われた。
計画当初は若宮大通と広小路通をバイパスする主要幹線道路と位置づけされたが、1976年（昭和51年）の都市計画変更に伴う現ルート確定後は、地区密着型の道路へと性格を大きく変貌させた。

### 路線データ
- 起点：愛知県名古屋市千種区千種通7丁目[11]
- 終点：愛知県名古屋市千種区四谷通3丁目[11]
- 路線延長 : 2,900 m[12]
- 車線 : 街路部往復4車線[12]・半地下部往復4車線[13]

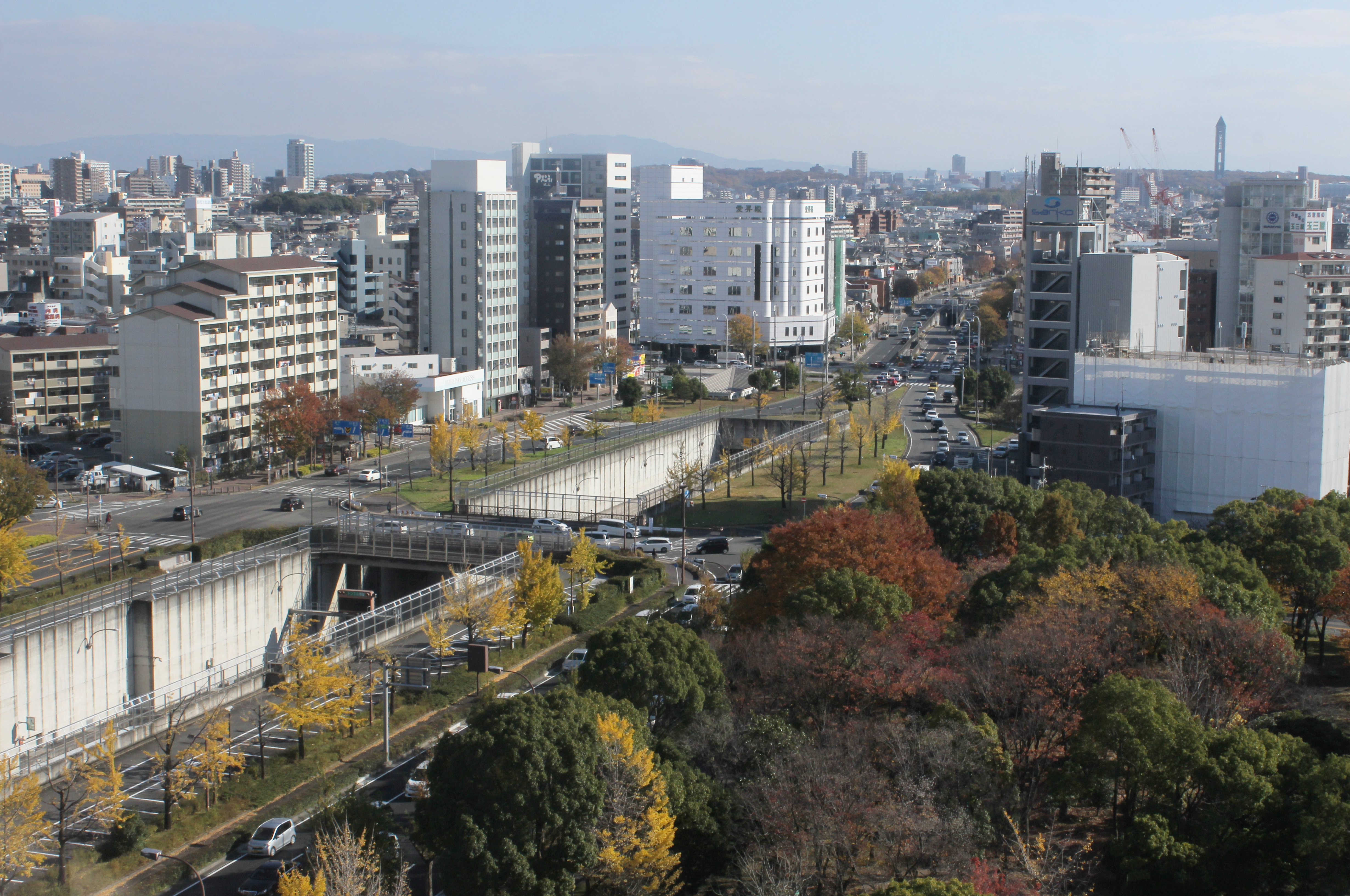
若宮大通終点部（手前）と鏡ヶ池線の起点部（奥）。2号東山線は半地下区間へ移行。
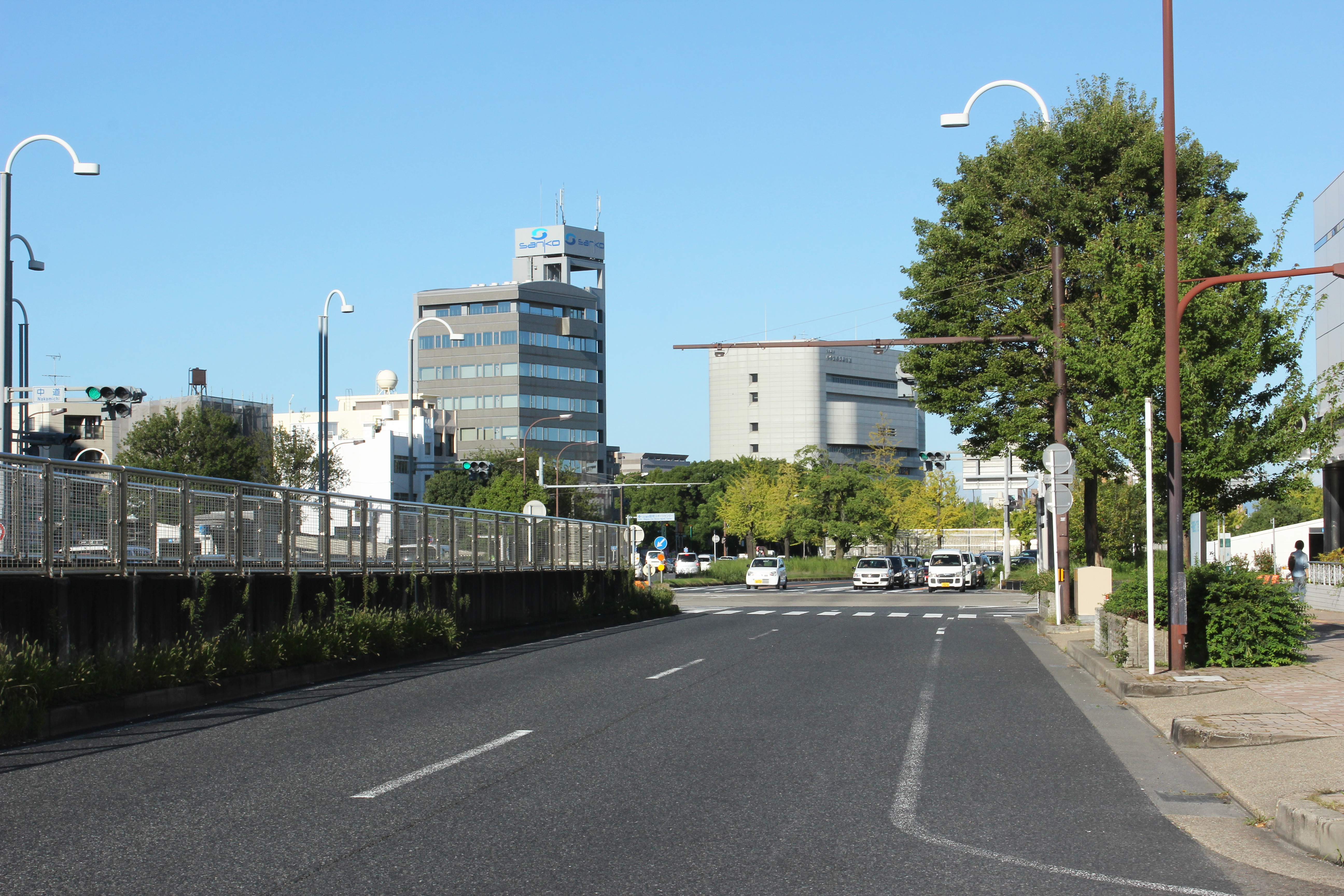
起点の中道交差点付近（国道153号との重複区間）。奥は若宮大通。
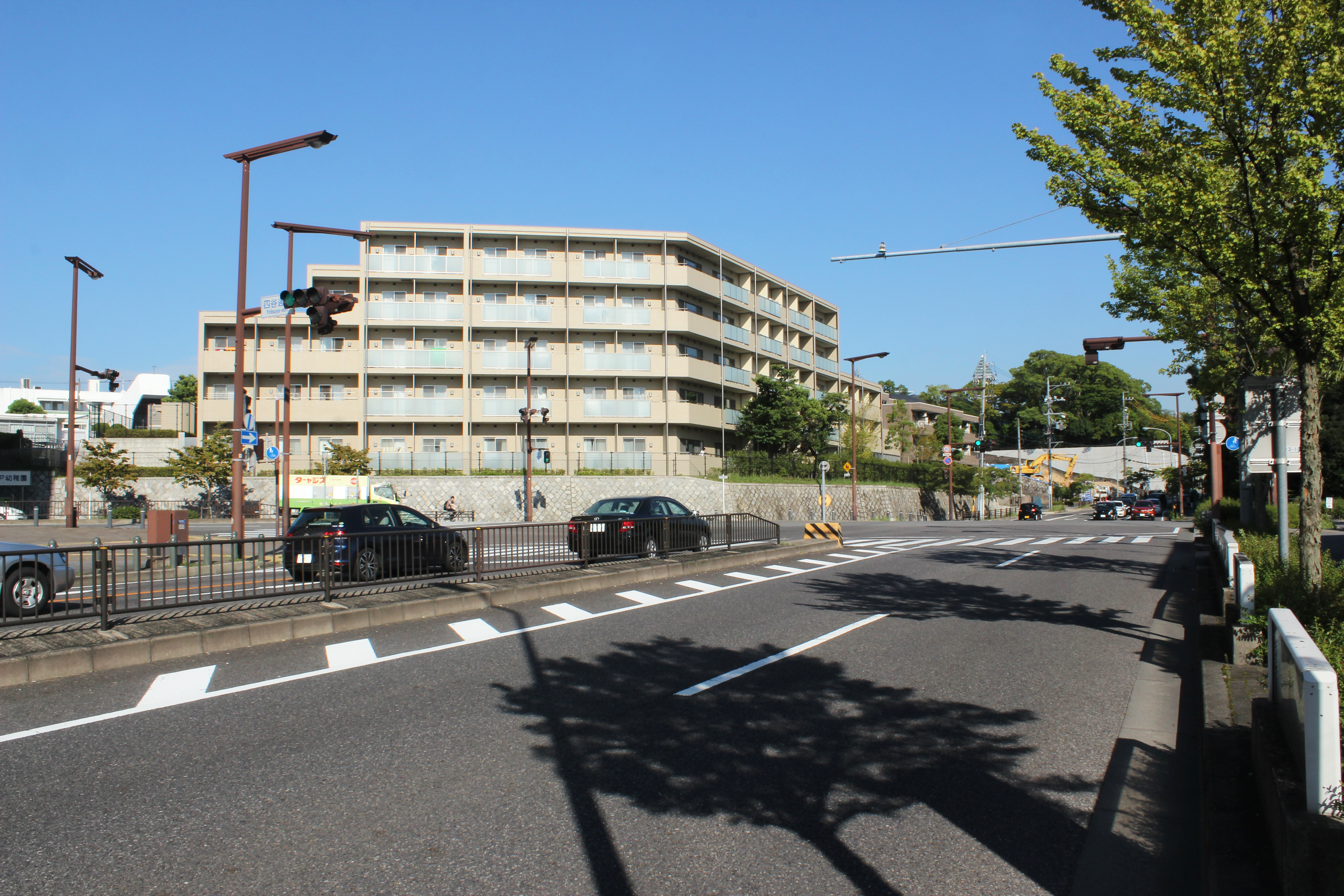
終点の四谷通3丁目交差点。高速道路ができる前はここに建物があり道はなかった[14][15]。
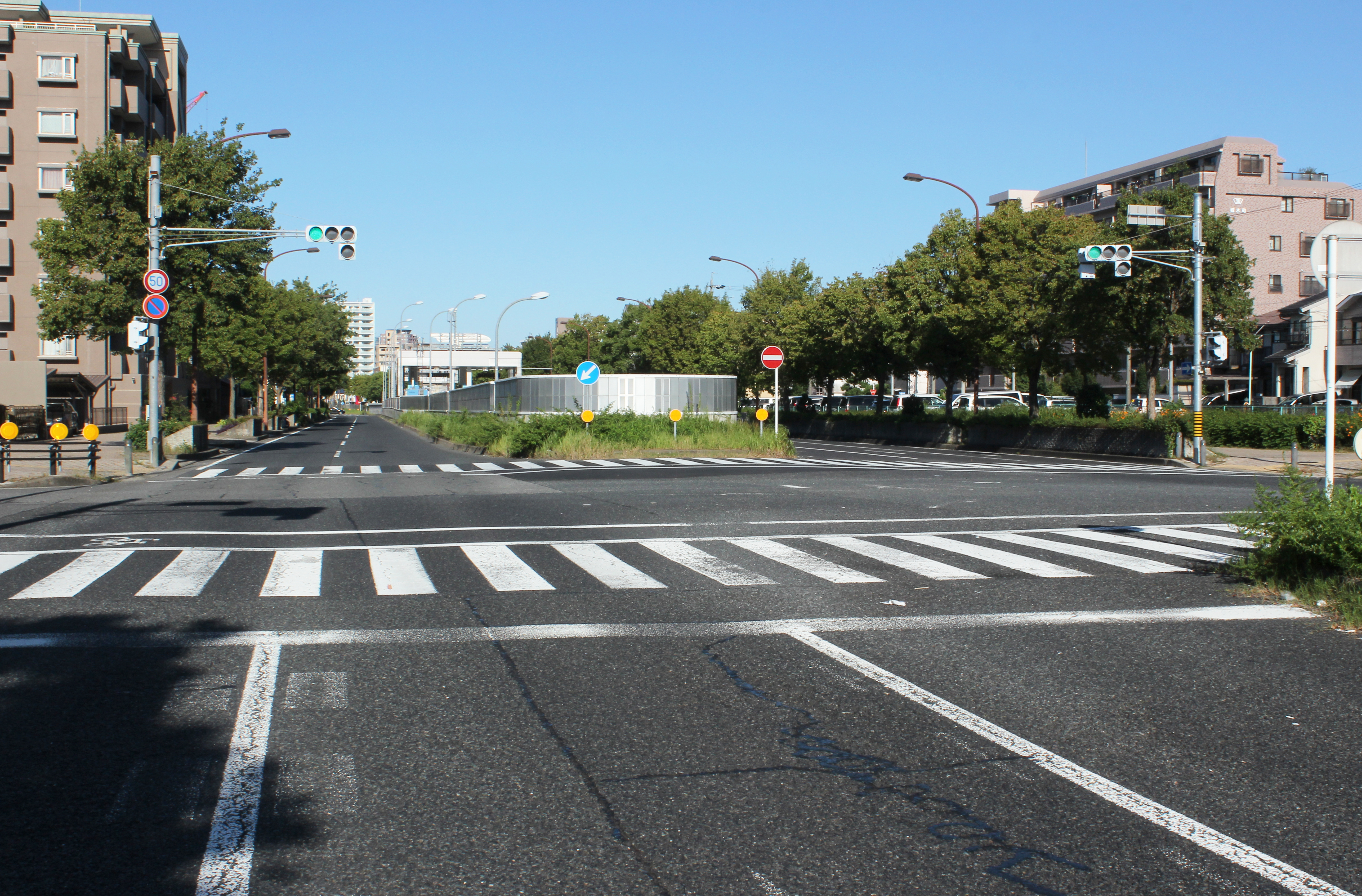
2号東山線が半地下式で併設されているため、開口部が設けられている
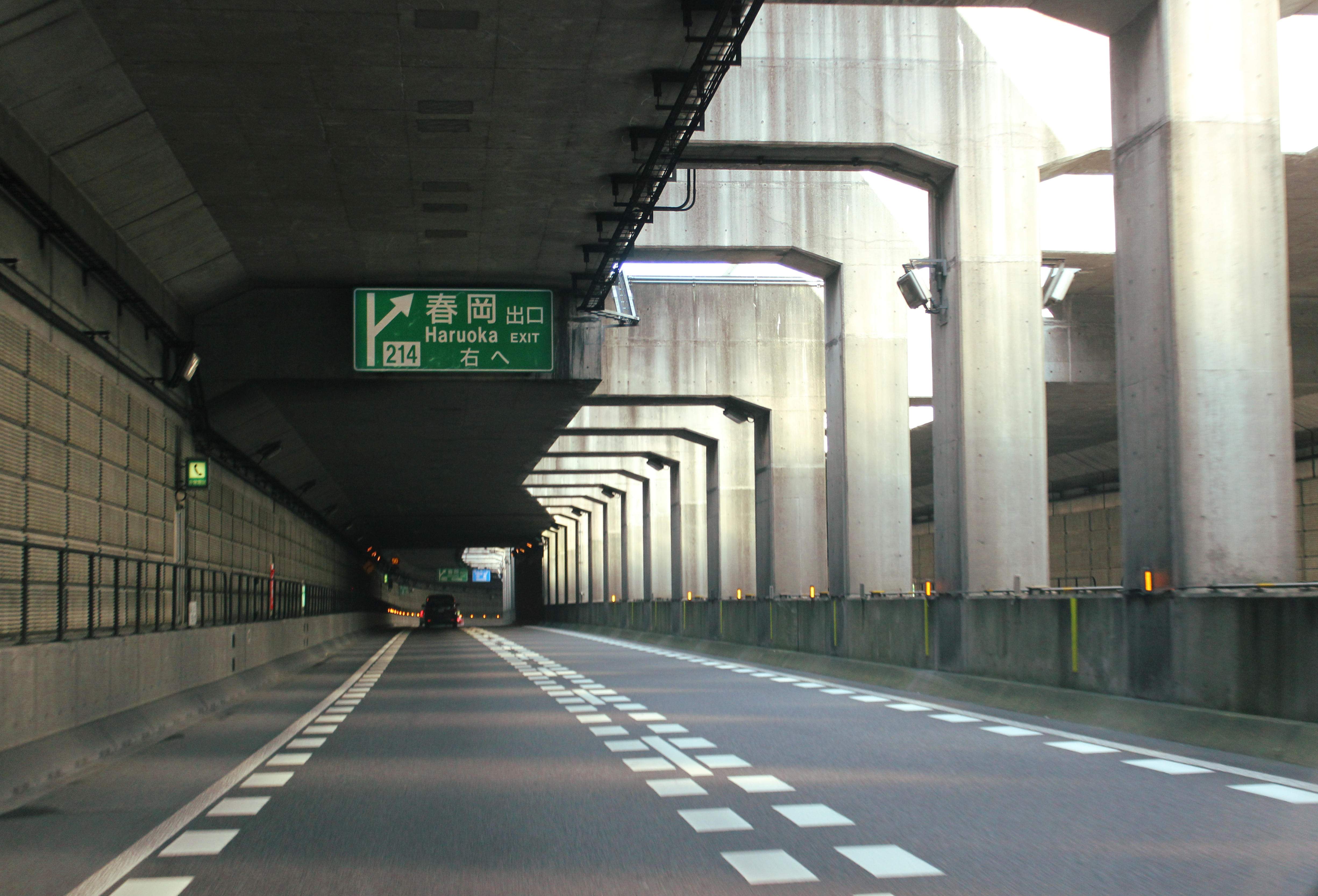
半地下部の光景（2号東山線）。直上に鏡ヶ池線が通る。

## 歴史

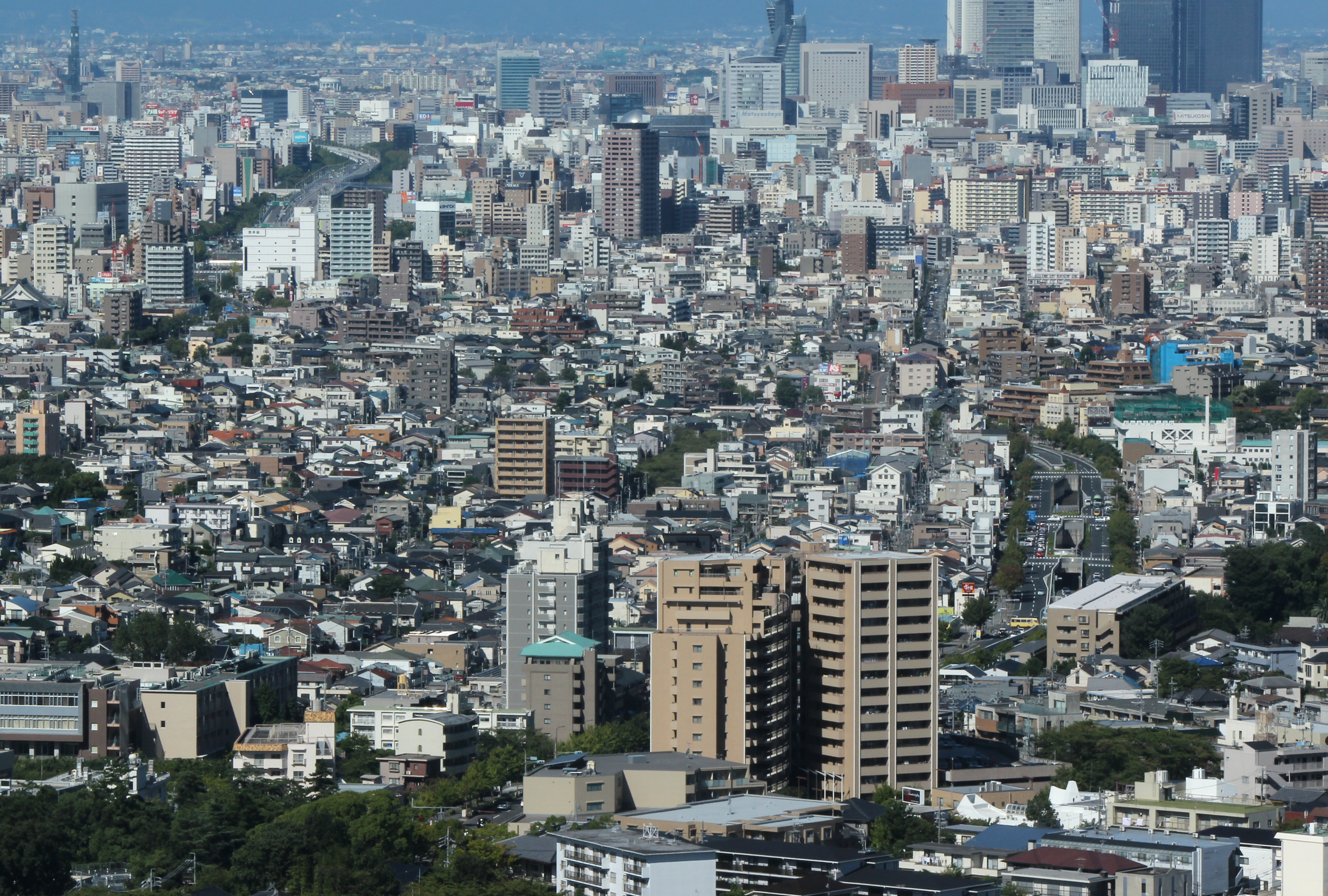
左上の高架末端（若宮大通終点）から始まって右側に大きく湾曲して左下の緑地付近までの道路が鏡ヶ池線。住宅街を横断することから最終的に500戸を超える家屋が移転し、建設反対の住民運動も熾烈を極めた。

名古屋市道高速1号（5号万場線と2号東山線の総称）は原案では東名阪自動車道名古屋西JCTから東名高速道路名古屋ICを接続する計画で、若宮大通や愛知県道60号名古屋長久手線（広小路通）を経由路線とした。名古屋高速は原則として既設の広幅員道路に建設し、用地買収を最小限度に抑える方針であったが、若宮大通の終点（中道交差点、千種区千種通7丁目）より東に広幅員道路はなく、その先には住宅密集地帯があった。原初計画では、千種通7丁目を東に進み、四谷通を突き抜けて東山動植物園の正門前を高架で横切り、広小路通（東山通）に抜けるルートとされたが、東山公園の美観を損ねる上に東山文教地区との兼ね合いもあって、接続部を西に移動して東山通3丁目とした。併せて、騒音、排気ガスなど環境対策の観点から半地下式を採用のうえで、地上部は片側3車線（往復6車線）の一般道路を設けることとされた。
半地下方式であることは、地面を掘り起こして地下の都市高速を構築すると同時に、地上側の一般道路も構築するため、トンネル方式と異なり用地買収を必要とする。このため、一部で利用する既存の道路において幅員4 - 8 m程度の狭幅道路を30 - 40 mに拡幅のうえ、道路がない場所については住宅を取り壊して道路を新設することとされた。こうしたことから、概算では約600棟（800世帯）におよぶ立ち退きが必要とされ、計画が持ち上がった1960年代後半にはさっそく騒音や立ち退き後の生活再建を心配する地域住民の激しい抵抗に遭遇した。
しかし、高まりを見せる建設反対運動にも関わらず都市高速建設を求める意見も依然として多く、総合交通体系の整備は喫緊の課題でもあることから、本山名古屋市長は建設続行の判断を下すも沿線住民に配慮して計画を一部手直しすることを表明した。その内容は、東山通3丁目を抜けるルートを取り止め、四谷通3丁目まで直進のうえ、東山公園南を地下で通過、高針にて名古屋環状2号線（名二環）に接続するルートで、それは住民の犠牲を最小限に抑える配慮によるものであった。また、仮に東山通3丁目通過ルートを強行しても、鏡池通付近に比べて広小路通接続地点の標高が低いことから必然的に広小路通へは高架式となって接続する。すなわち、環境問題克服のためにあくまで地下式を選択する場合、広小路通直下を走る名古屋市営地下鉄東山線のさらに下に高速道路を通せば相当きつい急坂となることで自動車走行は難しくなる。しかし、同じ地下式でも東山公園南であれば地形的に無理がないうえに住宅はまばらで、従来ルートよりも路線延長が短縮できるというメリットもあった。この案は1976年（昭和51年）に都市計画決定されたが、当時の名古屋環状2号線は整備計画未決定のため、決定を見るまでは鏡池通4丁目以東は計画留保とされ、以後、鏡ヶ池線の事業も停止することになった。
しかし、この間にも自家用車が右肩上がりで普及し、都心部の混雑も慢性化していた。特に桜通と錦通および若宮大通は千種区内で途切れ、東西交通を実質的に背負って立つのは愛知県道60号名古屋長久手線（広小路通）1本で、これに東名高速名古屋ICの開設が後押しして広小路通の交通負荷は高まる一方であった。このため、名古屋市にとっては広小路通の負担を和らげる意味合から鏡ヶ池線の新設は喫緊の課題となりつつあった。こうした中で、1982年（昭和57年）に千種通7丁目から春岡通6丁目までの事業認可が下り、事業説明会を行うに及んで一度は沈静化した建設反対運動が再燃した。住民との折衝は当初は名古屋市があたり、のちに名古屋高速道路公社が引き継いだ。
1982年（昭和57年）11月に千種通 - 春岡通間が鏡ヶ池線として最初の事業認可を取り付けて以降は、1984年（昭和59年）12月に春岡通 - 田代本通が認可され、これと並行して用地買収も進め、全区間の買収が終了したのは1997年（平成9年）10月であった。折しも買収時期にバブル景気が重なったことから、土地の値上がりを期待する住民との妥協点を見出すことに困難を極め、住民との話し合いに多大な時間を要することになった。こうした中で、用地取得と関係しない若宮大通東端部から順次工事を開始し、鏡ヶ池線区間も用地取得の進捗状況を見ながら順次開始した。事業も大詰めを迎えた頃、終点の四谷通3丁目付近では東山トンネル掘削のための四谷立坑が設けられていたが、間近に迫った鏡ヶ池線の全通に備えるために工事半ばにして四谷立坑を撤去のうえ坑内作業への盛替えを実施、これは1999年（平成11年）8月に完了した。こうして迎えた2001年（平成13年）6月、2号東山線の吹上東→四谷間開通によって、長きに渡った鏡ヶ池線の事業はここに完了をみた。

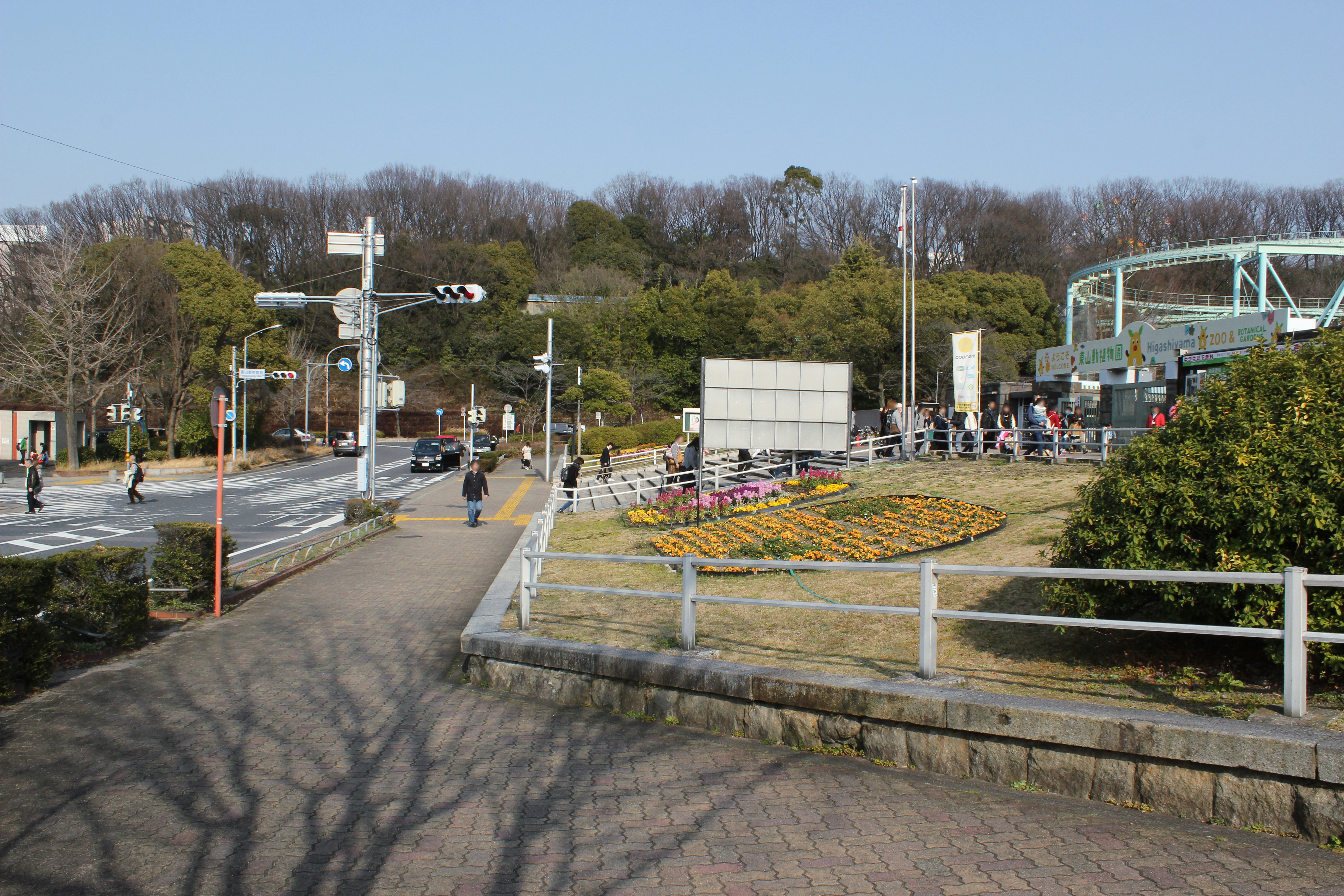
当初は東山動植物園の正門付近を高架で横断、奥の緑地を超えて広小路通に合流する計画だったが景観面から反対意見が出た（右手が正門）
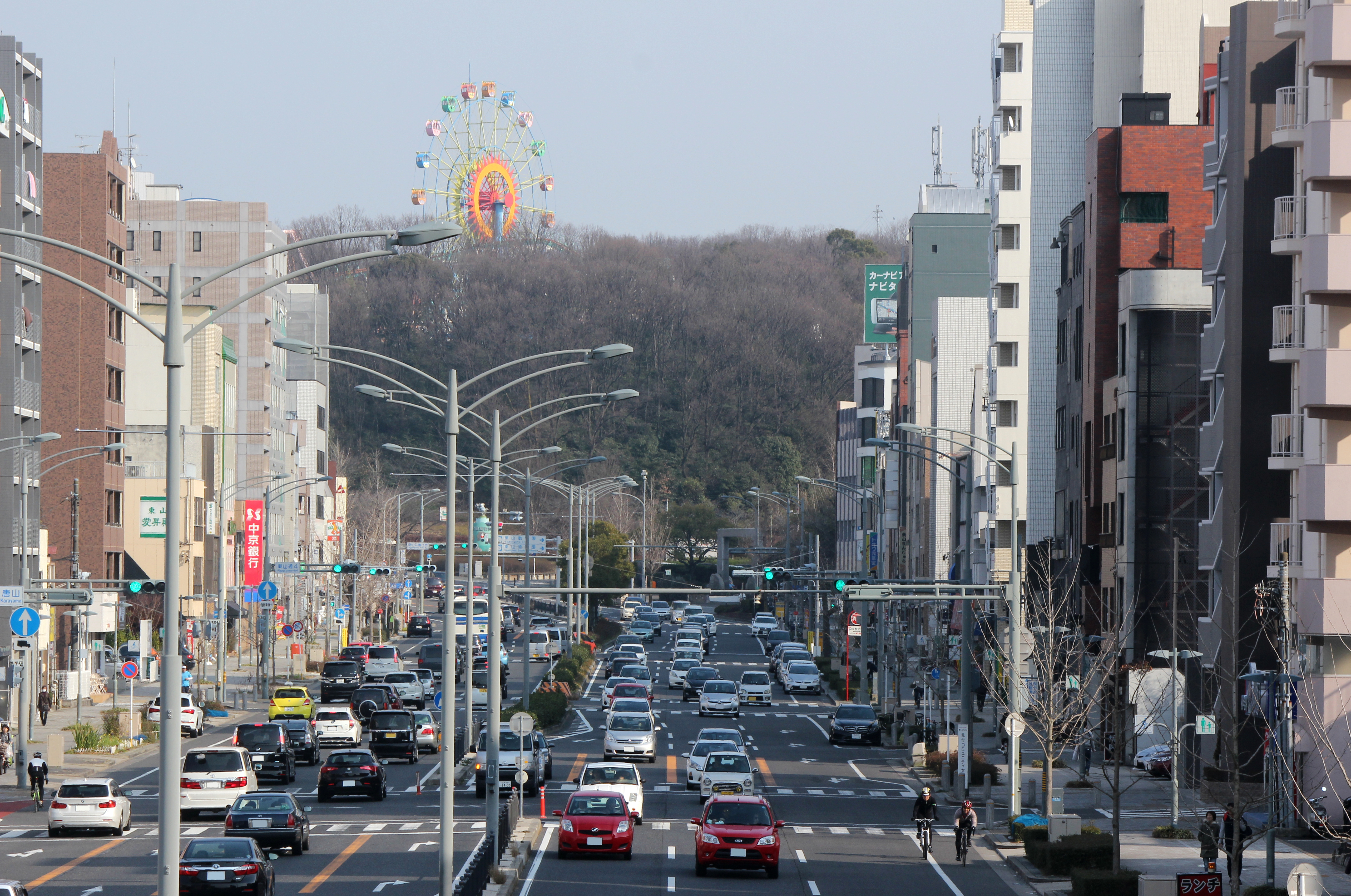
広小路通と東山通3丁目付近。画像右側が1回目変更時点の鏡ヶ池線の終点（奥は東山公園）。2号東山線は広小路通を高架で突き進む計画だった[24][33]。
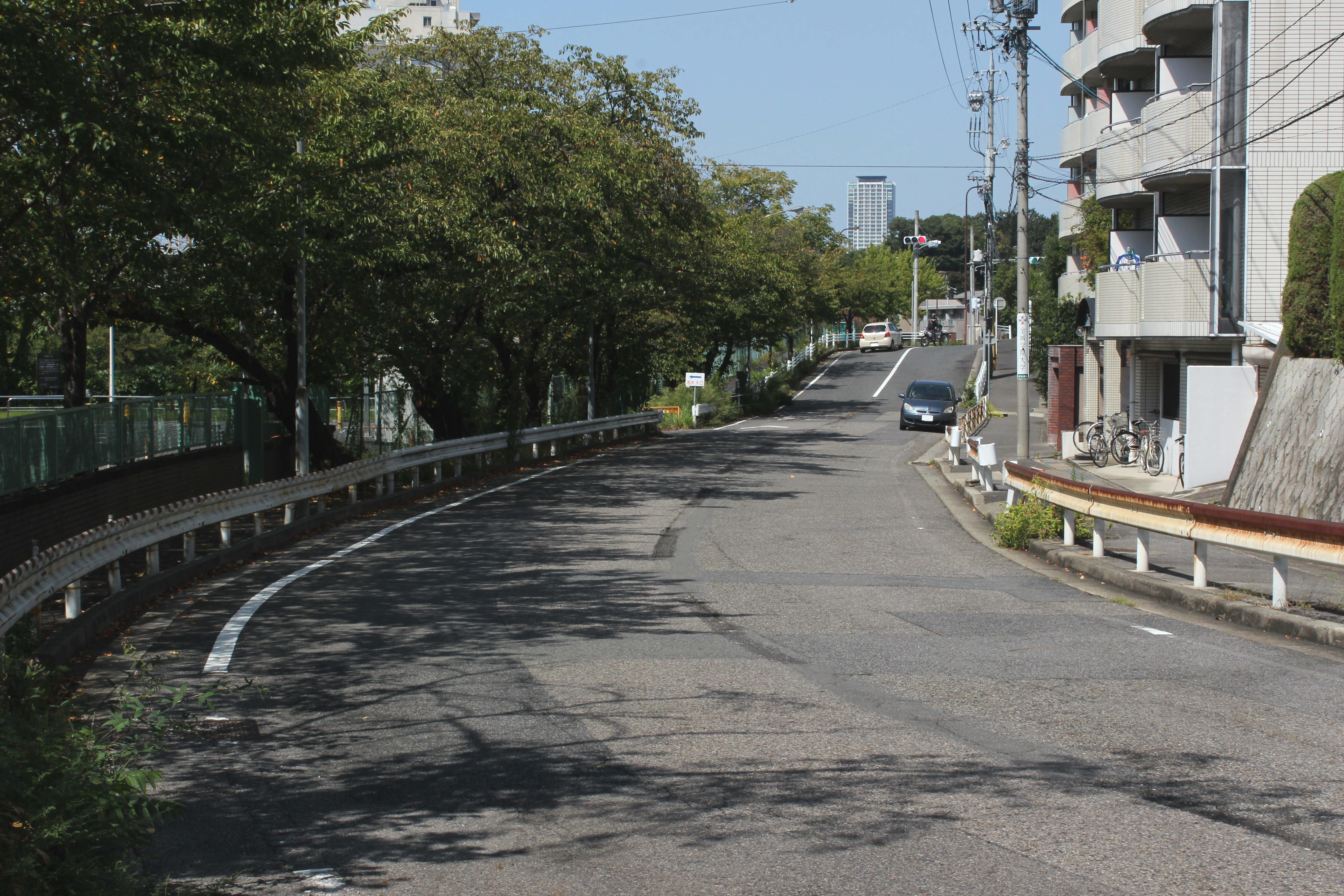
鏡ヶ池線の事業区域から外れて原初の道路が存続した旧道区域（鏡池通線：四谷通3丁目交差点付近）。元はこの程度の幅員だった[34]。

### 年表
- 1966年（昭和41年）3月 : 「名古屋都市高速道路調査連絡会」（中部地方建設局、愛知県、名古屋市、日本道路公団で構成）が「名古屋都市高速道路計画の概要」を発表。ここで名古屋高速の路線構想が示され、高架、ないし掘割（半地下）で建設する旨を公表[35][36]。
- 1968年（昭和43年）8月 : 千種区公職者会にて初めて鏡ヶ池線の構想が提示される[37]。
- 1969年（昭和44年）2月25日 : 名古屋市議会建設清掃委員会で鏡ヶ池線の終点位置を東山通3丁目に変更し[18]、高速道路部分を半地下式にすることを正式表明[19]。
- 1970年（昭和45年）9月25日 : 名古屋高速としての最初の都市計画決定。高速1号のうち、千種本町より東側（鏡ヶ池線含む）の区間は計画から除外された[38][39]。
- 1973年（昭和48年）
  - 1月19日 : 鏡ヶ池線が半地下方式として吹上 - 名古屋IC間を都市計画決定[40][41]。
  - 9月11日 : 鏡ヶ池線沿線住民の要請を受けて本山名古屋市長が現地を視察、住民から建設中止を陳情される[42]。
- 1976年（昭和51年）11月29日 : 高速1号の鏡池通4丁目 - 名古屋IC間を廃止（都市計画決定）のうえ高針JCTルートへの変更を示唆するも鏡池通4丁目（現在の四谷出入口付近）以東を計画留保[27][43]。
- 1982年（昭和57年）2月10日 : 千種通 - 春岡通間が事業認可[44]。
- 1984年（昭和59年）12月28日 : 春岡通 - 田代本通間が事業認可[29][45]。
- 1989年（平成元年）10月9日 : 高速1号吹上 - 四谷間を都市計画決定[46][47]。
- 1991年（平成3年）2月27日 : 事業区間において工事着手（若宮大通東端部）[30][47]。
- 1992年（平成4年）2月6日 : 鏡ヶ池線区間としての初工事に着手[48][47]。
- 2000年（平成12年）12月11日 : 四谷→吹上東間（西行き）開通[49]。
- 2001年（平成13年）6月1日 : 吹上東→四谷間（東行き）開通[32]。

## 路線状況

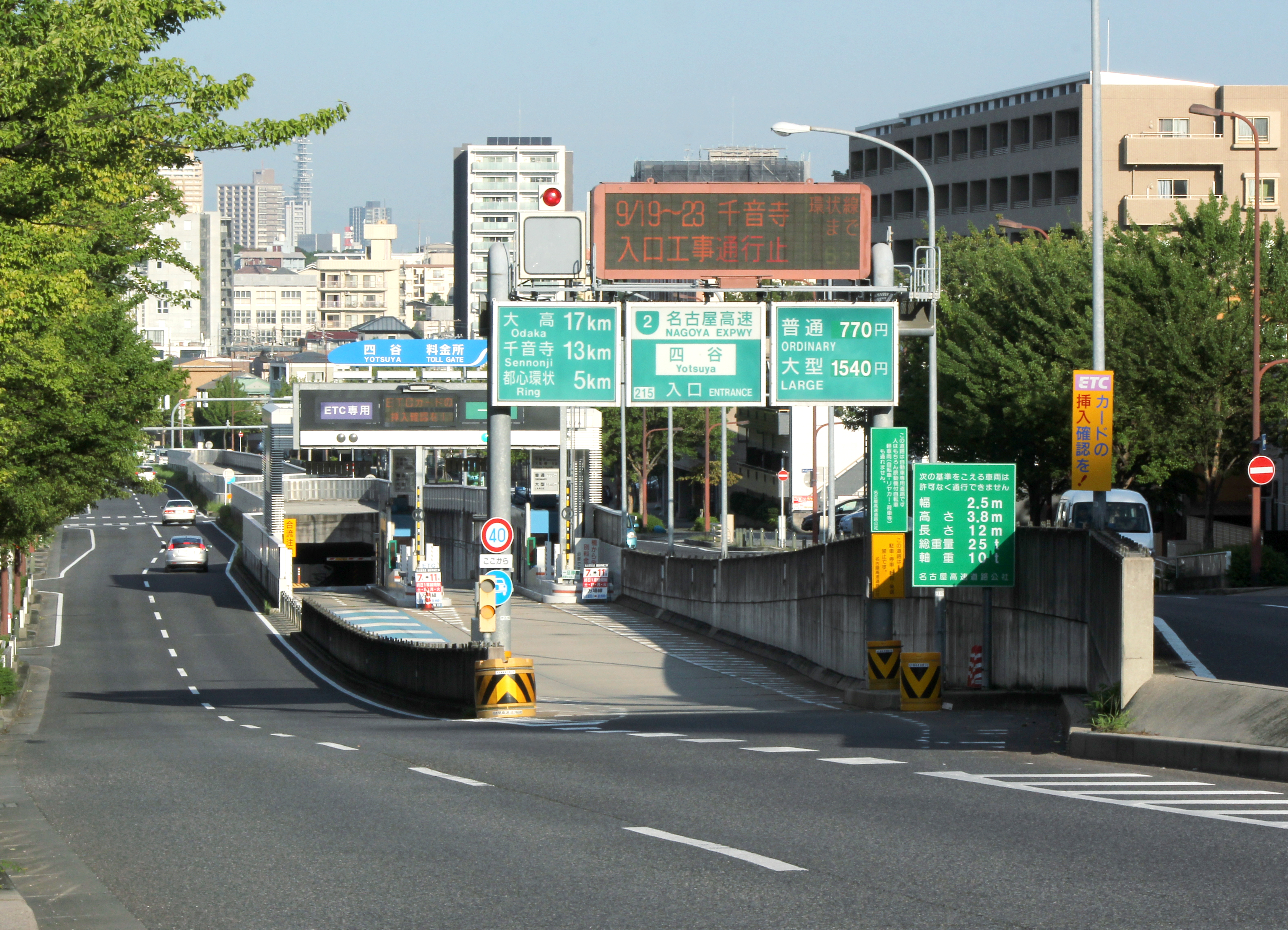
四谷出入口（鏡池通4丁目）

### 都市計画道路名
名古屋都市計画道路3.1.134鏡ヶ池線

### 重複区間
- 国道153号（千種区千種通7丁目 - 千種区青柳町6丁目）

### 接続する道路
| 接続する道路                                         | 接続する場所 | 接続する場所                             | 接続する場所                             | 接続する場所                                                            |
| ---------------------------------------------------- | ------------ | ---------------------------------------- | ---------------------------------------- | ----------------------------------------------------------------------- |
| 全ての座標を示した地図 - OSM 全座標を出力 - KML 表示 |              |                                          |                                          |                                                                         |
| 国道153号                                            | 千種区       | （中道交差点 - 青柳町6丁目交差点で重複） | （中道交差点 - 青柳町6丁目交差点で重複） | （中道交差点 - 青柳町6丁目交差点で重複）                                |
| 名古屋市道名古屋環状線（環状線）                     | 千種区       | 千種通                                   | 中道交差点                               | 北緯35度9分33.2秒 東経136度56分7.1秒 / 北緯35.159222度 東経136.935306度 |
| 愛知県道30号関田名古屋線                             | 千種区       | 田代本通                                 | 田代本通3丁目交差点                      |                                                                         |
| 山手グリーンロード                                   | 千種区       | 四谷通                                   | 四谷通3丁目交差点                        |                                                                         |
| 名古屋高速2号東山線                                  | 千種区       | 大久手町、城木町                         | 春岡出入口                               |                                                                         |
| 名古屋高速2号東山線                                  | 千種区       | 鏡池通                                   | 四谷出入口                               |                                                                         |
| 全ての座標を示した地図 - OSM                         |              |                                          |                                          |                                                                         |
| 全座標を出力 - KML                                   |              |                                          |                                          |                                                                         |
| 表示                                                 |              |                                          |                                          |                                                                         |

### 防災道路の指定
鏡ヶ池線は名古屋市の防災道路に指定されている。防災道路とは震災時において比較的安全とされる場所（広域避難場所等）に効率的に避難できる道路で、15m以上の幅員を有し、避難時に置いて安全性が高い、市街地の大火事の延焼遮断、消防活動や緊急物資輸送に適するなどの条件を満たすことで指定される。なお、鏡ヶ池線近辺の広域避難場所は東山公園と吹上公園である。

## 特記事項

### 建設反対沿線住民の反応

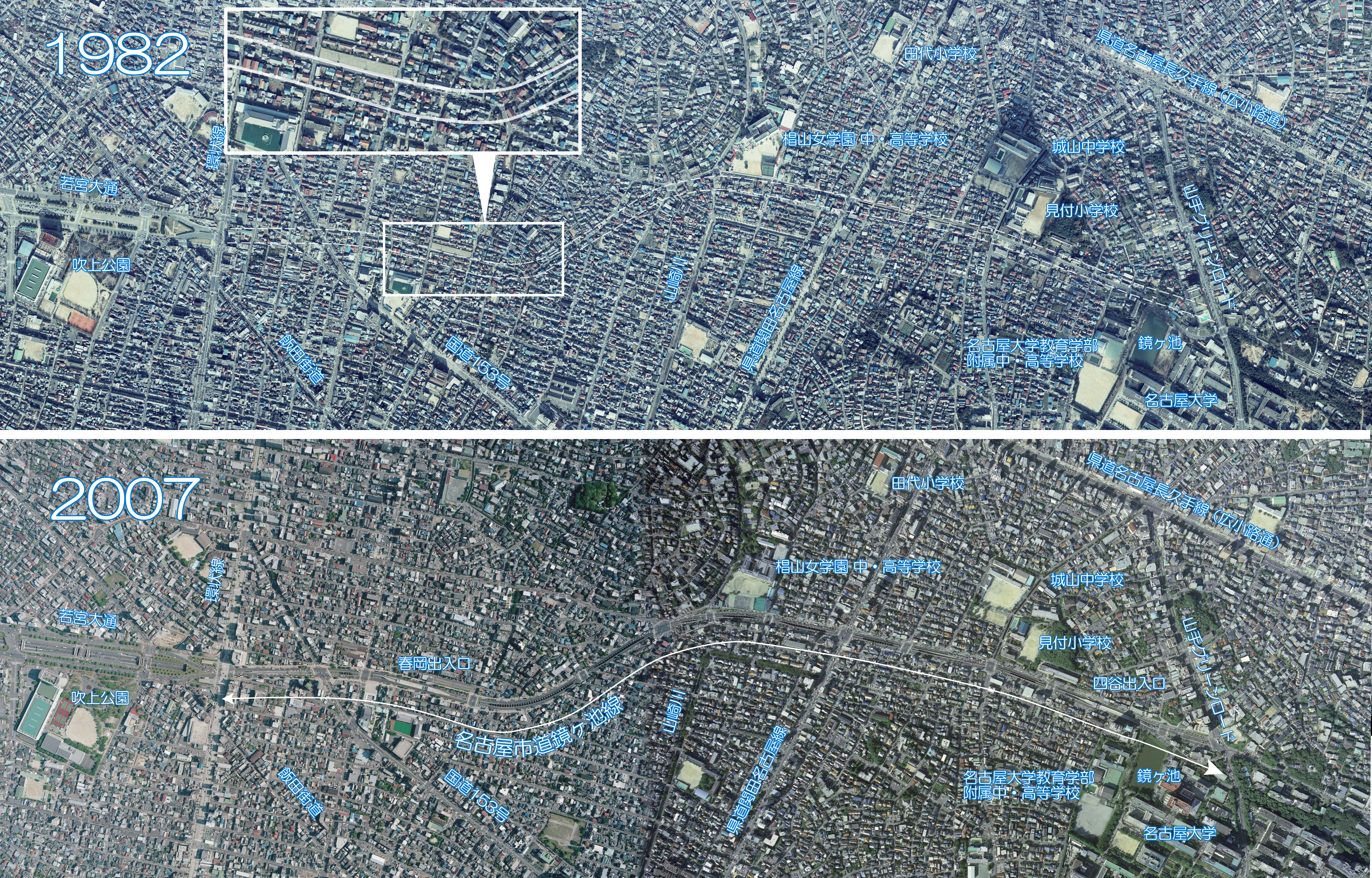
鏡ヶ池線造成以前（1982年）と造成後（2007年）の比較画像。造成に当たって多くの家屋が移転したことが判る。造成地は住宅街を基本として、幾多の学校が集積する文教地区でもある。
出典：『国土交通省「国土画像情報（カラー空中写真）」（配布元：国土地理院地図・空中写真閲覧サービス）』

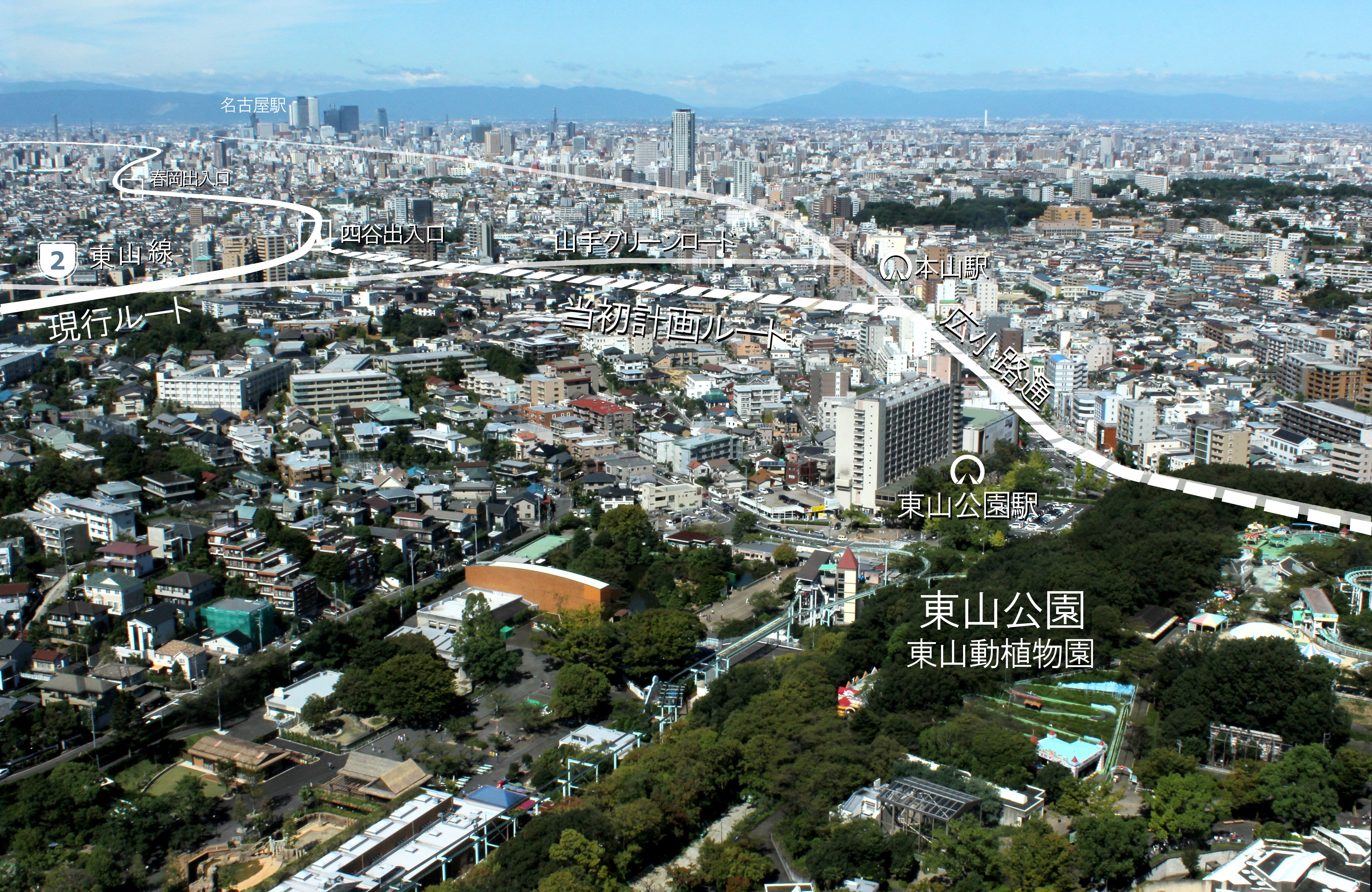
四谷出入口を起点とした当初計画ルート（破線）が広小路通に合流する地点、そこが東山通3丁目である。この区間の住民は現行ルートへ変更されたことで退去を免れた。同時に、東西直結の使命も改変され、地域密着型の路線へと用途を変更した。

鏡ヶ池線の使命は2つあって、1つは広小路通の交通負荷を鏡ヶ池線に分散させること、もう1つは2号東山線の名古屋ICへの直結ルートを確保することであった。いずれも当時増加しつつあった都市内交通の麻痺を解消することが狙いであったが、鏡ヶ池線の構想が提示された当時は四日市ぜんそくや水俣病に代表される公害問題が全国的に多発した時期にあたり、その結果、各地で公害問題に関心が向けられるに至った。さらに自動車が放つ騒音や排気ガス、高架構造であるところからの日照阻害の問題にも同様の関心が向けられることになり、新たな道路建設に対する人々の視線も厳しさを増すことになった。こうした世相から名古屋高速の建設は困難を極めたが、それでも既存道路の上に並行して建設することは新たな用地確保を抑えるメリットがあった。ところが鏡ヶ池線の場合は、一部区間を除いて道路そのものが存在せず、ただでさえ難しい都市高速の建設をなおさら困難にした。その一部の道路とて、幅員が8 mであるため、それを30 - 40 mに拡幅することから、やはり広範囲の用地確保が必要とされた。こうしたことから、鏡ヶ池線のほぼ全区間が用地買収の対象とされ、この先の住民説得に多大な困難が予想されると共に、立ち退かされる側の沿線住民の関心も高まることになった。住み慣れた閑静な住宅街に突如として広幅員の幹線道路と都市高速が出現し、そこを幾多の自動車が走り抜けることへの不安は高まる一方で、中でも住民の関心は次の2つに集約された。
- 東西幹線道路が敷設され、大量の通過交通が沿道になだれ込むことによる自動車公害への懸念[22][54]
- 用地買収による退去後の生活不安[24]

本山政雄は都市高速建設反対派の推薦を受けて名古屋市長に就任したものの、自動車需要が今後とも続くことから都市高速の建設を中止することは不可能であることを重々理解していた。それでも鏡ヶ池線の沿線住民は強硬な建設反対を唱え、本山は都市高速必要の現実と反対する沿線住民の間で板挟みとなった。住民の主張とは以下の内容であった。
- 住民の生活環境を破壊し、産業と車優先の都市高速道路計画案を認めないでほしい[4]
- この計画は、生活環境保全や福祉優先を無視した産業・車優先の計画で、時代に逆行している[56]
- 土地の代替地は、現在以上の環境の土地を斡旋せよ[56]
- 今の計画は、盆地の住宅街に道路を持ち込む案でデタラメだ[22]。
- 道路計画は通勤対策の抜本的解決にはならず、公害の無い地下鉄整備を優先するべき[56]
- 住宅街や文教地区を縦断することで、自然破壊や住宅環境を破壊して勉学にも支障を与える[56]

など、おしなべて厳しい内容であると同時に、広範なデータを採取したうえで現実的な計画を図る行政の考えとの間に齟齬が見られる内容でもあった。
こうした住民側の声に耳を傾けるべく、本山は1973年9月に現地視察を行ったが、ここでも市によって決定された事項を市長権限で覆すことの難しさを否が応でも痛感させられることとなった。この時の住民対話の中で、市民擁護の立場で市長の座に収まった本山を前にして「住民の意見を尊重するという市長の公約を守ってほしい」と、本山の急所を突くような鋭い訴えがなされるも「できることとできないことがある」「苦しい立場を理解してほしい」と、逆に自らの窮状を住民に訴える一幕もあった。
結果的に現実的対応と住民救済を合わせる形で、四谷出入口付近（鏡池通4丁目）から広小路通までの接続部（東山通3丁目）の区間は廃止され、その付近の住民は退去を免れた。このことを名古屋市は、住民の犠牲を最小限に抑えたと説明した。結果的に本山の決断が鏡ヶ池線の使命を東西直結の幹線ルートから地域密着のローカル路線に変節させ、2号東山線を東名高速直結から高針終点へと導くことになった。現在、東名高速名古屋ICと2号東山線の連絡は、名二環4.1 km（普通車510円）を高針経由で大回りしなければならず、これも当時の世相と現実のはざまで苦慮した政治的対応による副産物であった。

### 半地下構造採用の理由
都市高速道路を高架式で建設すれば景観を損ねるだけではなく、騒音や排気ガスの増大、日照阻害の懸念が生じるが、トンネル方式で建設すればこれらの問題は概ねクリアされる。しかし、鏡ヶ池線で選択されたのは半地下構造で、それは次の理由によっている。トンネル式では排気ガスを強制排気させる換気施設が必要で、換気塔も高層となることで景観面でマイナスであること、および維持費も必要となる。しかし半地下式では天井に7mの開口部があることから自然排気が可能で、トンネル式に比べ火災等非常事態における排煙面で有利である。また、トンネル式を採用するにしてもシールド工法で採掘可能な範囲は日進通を中心として400 mのみであること、等の理由である。なお、建設コストはトンネル式に比べ、高速道路建設後に埋め戻しを行うことで割高になるとされる。
この半地下方式は1号楠線、都心環状線の一部区間でも計画されたが、既存道路直下には下水道や各種ケーブルの埋設物があることから、オープンカットで建築することは不可能に近く、河川を半地下で通過することも出来ない。なお、道路直下の下水道幹線は深さ約10 m、大きいもので幅4 m、高さ3 mで2本並行する場合もあり、加えて、電話線、ガス管、地下鉄などがあって、その規模や数は膨大である。それを承知で敢えて都市高速を地下に潜らせれば、工期が長期化することに加え、工費も割高になることから半地下式は破棄され、高架式に再変更されている。一方で鏡ヶ池線の場合は、住宅を立ち退かせて道路を新設するため埋設物の心配が皆無であることから、名古屋高速において掘割式および半地下式を採用しているのは、若宮大通東端区間と鏡ヶ池線のみとなっている。

### 環境対策
半地下構造を採用したことそれ自体が環境対策であるが、完全密閉のトンネル式に比べ騒音漏れの心配があることから、高速道路部の進行方向左側に吸音パネルを設置したほか、平面街路の開口部分も吸音パネルを設置のうえ、歩道に吸音効果のある衝立を設置した。また、高速道路の路面は低騒音舗装とした。なお、鏡ヶ池線の平面街路は、名古屋市の原案では片側3車線、往復6車線で計画されていた。これを愛知県は両側1車線ずつ（計2車線）を削除のうえ現行の往復4車線として、道路両側の捻出されたスペースを植樹帯に転用している。結果、半地下区間の地上部は天井開口部を中心として両脇に2車線道路、緑地帯、歩道を設置することで、開口部から住宅のある道路両脇まで20mを確保、これにより騒音、排気ガス濃度の低減に努めた。

### 山崎川の埋設
平和公園内の猫ヶ洞池に源を発する山崎川は、ちょうど鏡ヶ池線の事業区域と並行することで障害となることから、開渠を暗渠に切り替える工事を行った。事業化以前は、山崎川の上流側から見て左に往復2車線の自動車道路、右に歩行者、自転車用の街路があり、それを民家が挟む格好であった。これを40 mに拡幅のうえボックスカバーを埋め込み、現状四谷出口付近の高速道路直上を約400mに渡って流下している。なお、河川工事の遅れによって吹上 - 四谷間の開通時期が上下線で半年の差が生じ、上り線（西行き）が先行開業している。

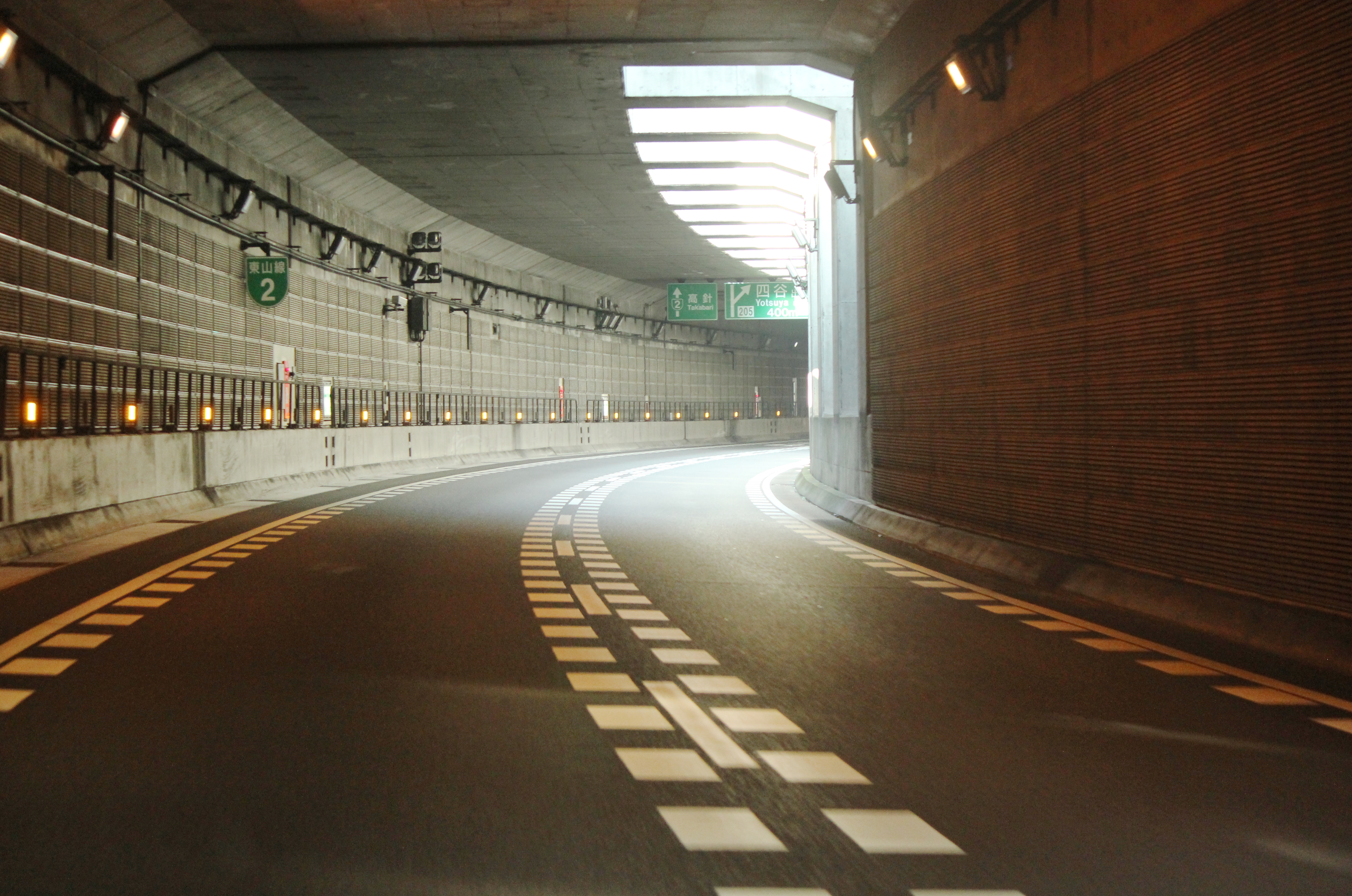
壁一面に設置された吸音パネル。路面は低騒音舗装。
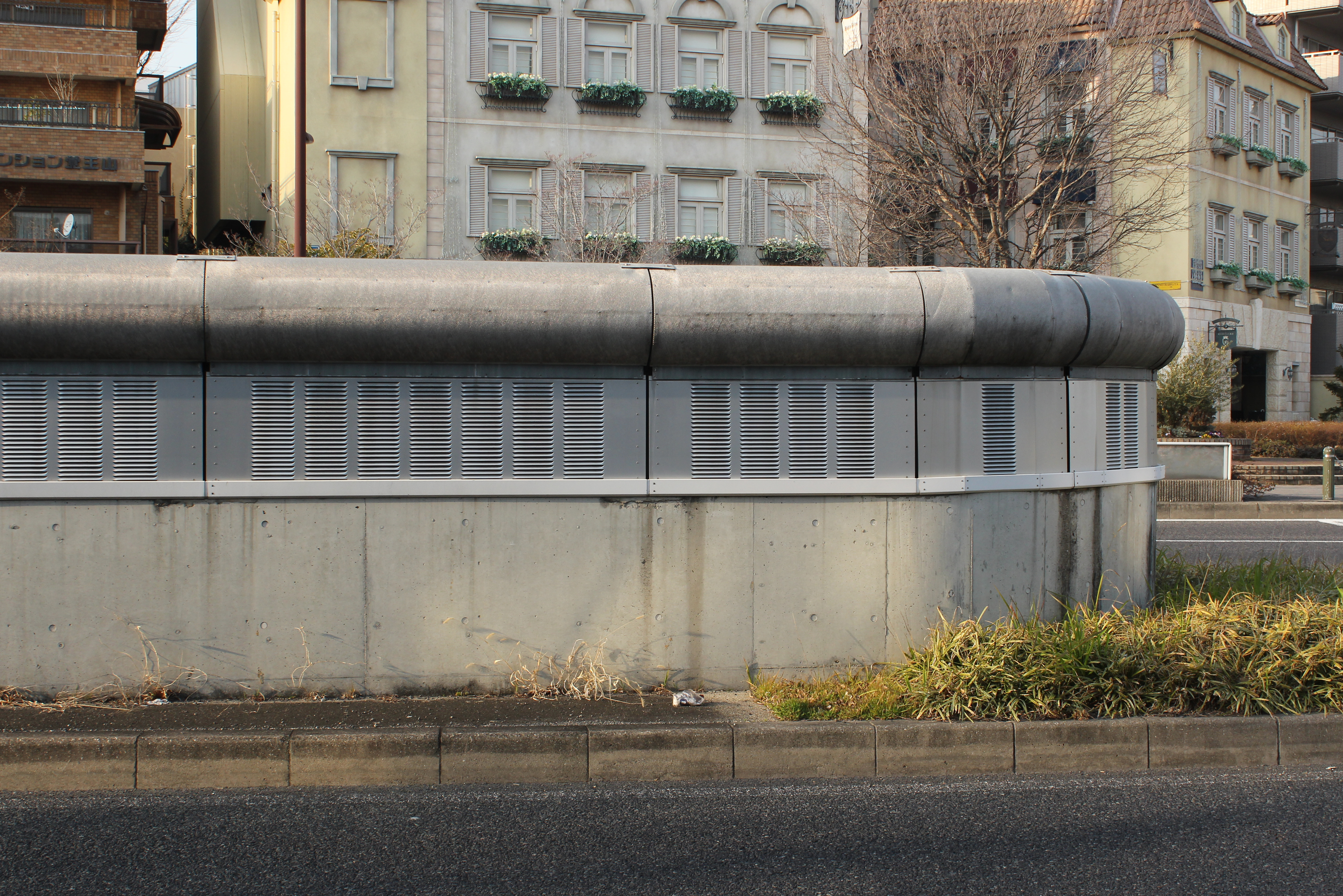
開口部に貼り付けられた吸音パネル
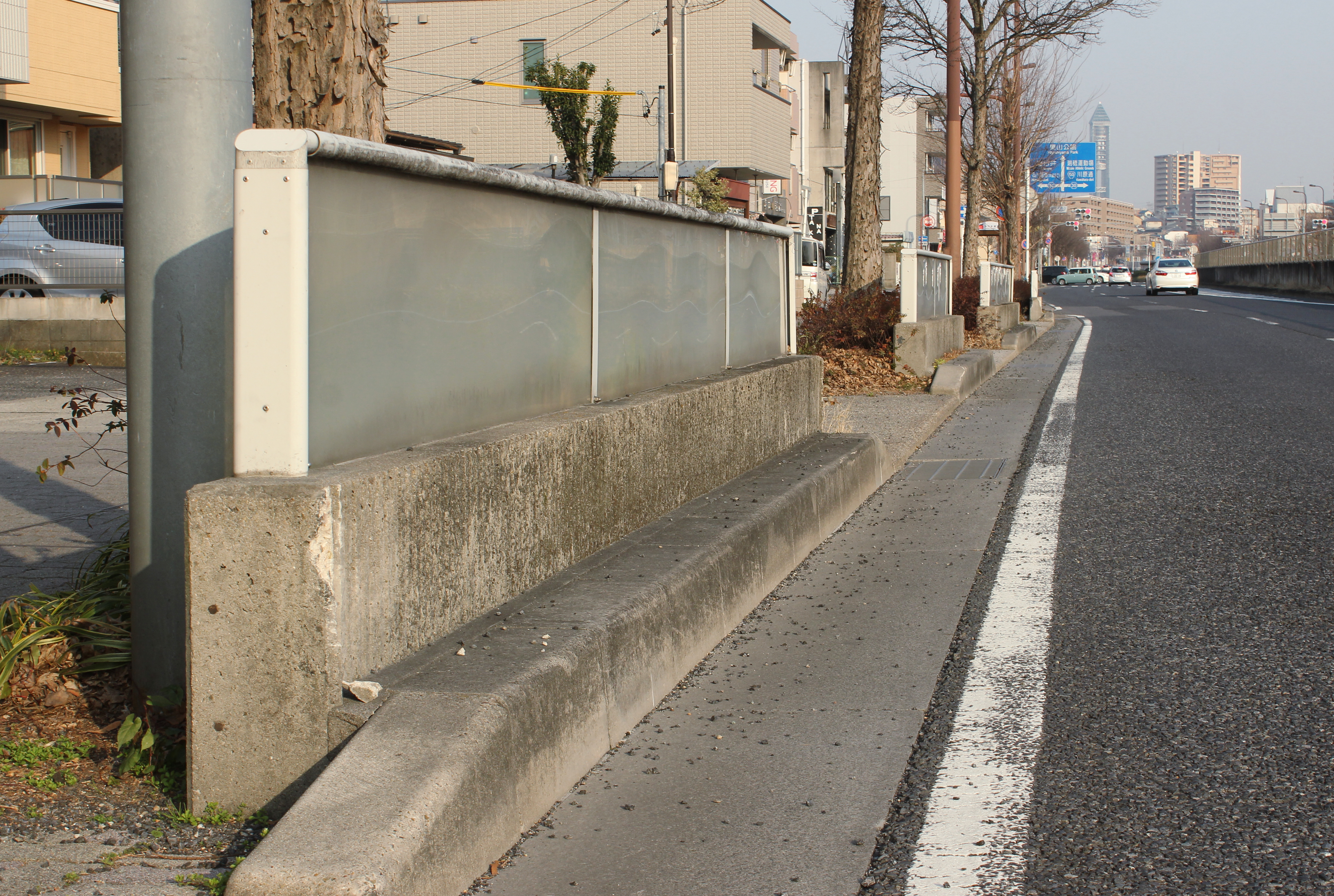
歩道付近に設置された低層用遮音壁
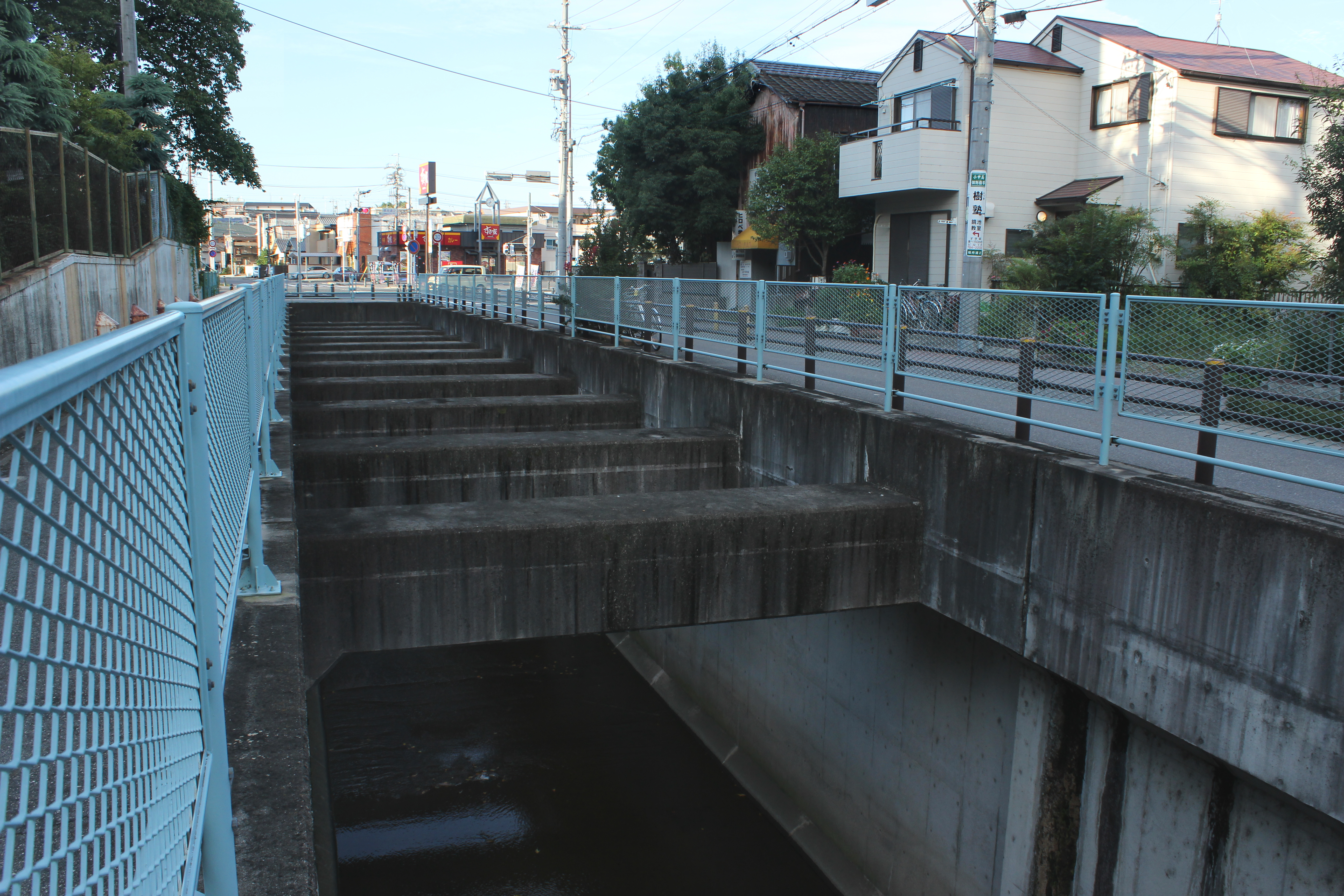
山崎川（手前が上流側）。画像奥で暗渠となって右折、鏡ヶ池線直下を流下する。
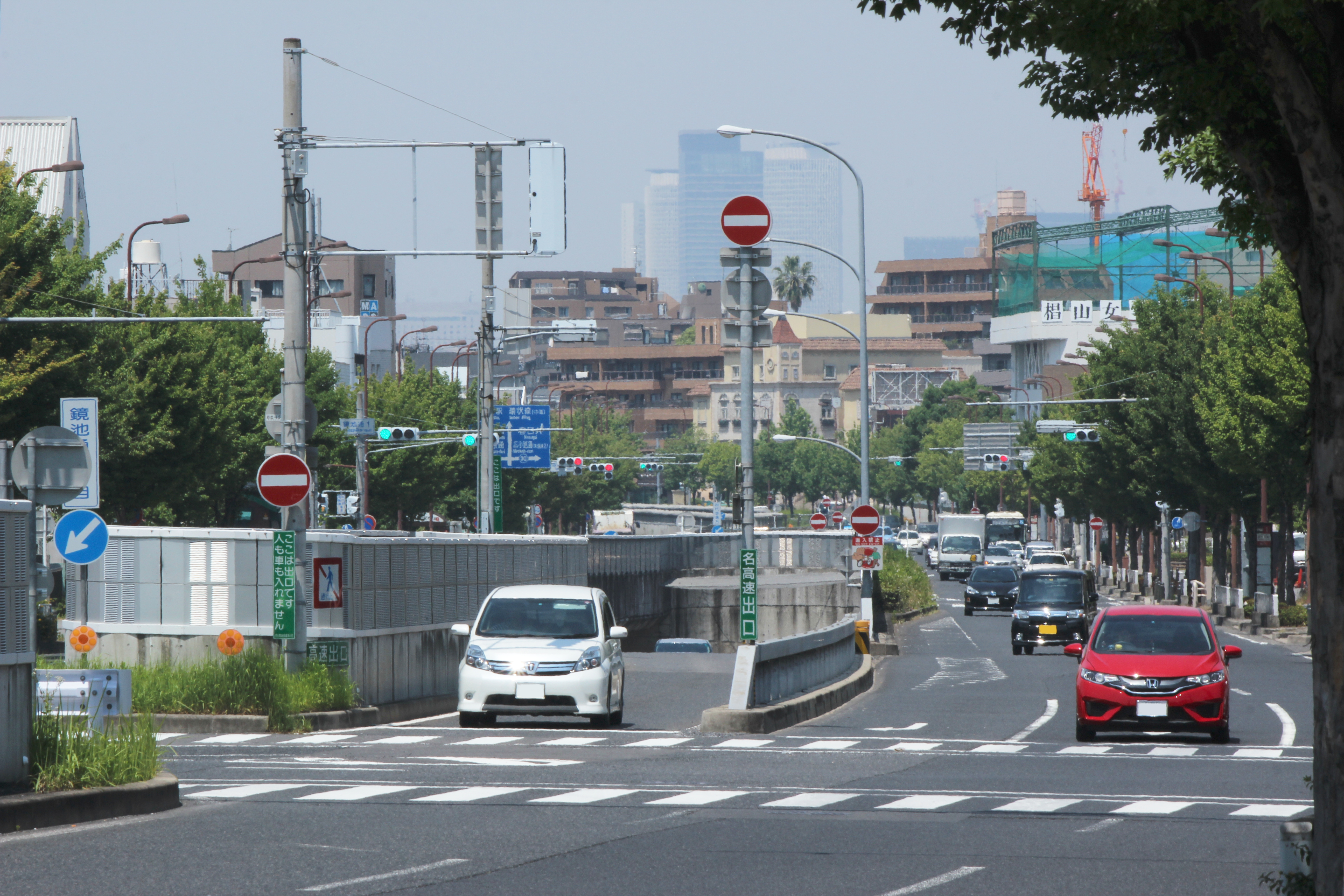
四谷出口付近。鏡ヶ池線事業化以前は向かって左から往復2車線道路、山崎川、歩行者兼自転車用通路の順に配置されていた[8]。

## 地理

### 通過する行政区
- 名古屋市（千種区）

### 地形・線形
千種区南明町以東の地形は、東山丘陵と呼ばれる丘陵地帯にあるため、南側から北側に向けて緩やかに傾斜している。鏡ヶ池線はこの地形を東西に貫くため、場所によっては道路を挟むことで段差が大きくなるため、擁壁を構築するなどして対応している。
路線は途中2箇所でカーブを描いている。春岡出入口付近にR=300m、四谷出入口付近にR=250mの比較的大きめのカーブで、いずれもインターチェンジのランプウェイの加減速車線長に配慮してカーブ位置を決定している。

### 周辺
- 名古屋市営地下鉄桜通線 吹上駅
- 若宮大通
- 椙山女学園高等学校・椙山女学園中学校
- 名古屋市立見付小学校
- 鏡ヶ池
- 名古屋大学
- 名古屋市営地下鉄名城線 名古屋大学駅